# Asino ragusano
L'asino ragusano è una razza asinina siciliana.
L'animale si adatta con facilità ai climi rigidi tipici dell'altopiano dei Monti Iblei e in passato è stata utilizzata nel Nord Europa. L'asino ha un temperamento nevrile ed energico.
Attitudini: soma, tiro e produzione mulattiera, è stato inoltre utilizzato dalle truppe alpine negli ultimi conflitti mondiali.